# Dieter Kirchhöfer
Dieter Kirchhöfer (* 6. September 1936 in Leipzig; † 15. Oktober 2017 in Berlin) war ein deutscher Philosoph, Erziehungswissenschaftler und Vizepräsident der Akademie der Pädagogischen Wissenschaften der DDR.
Kirchhöfer studierte nach dem Besuch der Leipziger Leibniz-Oberschule am Pädagogischen Institut Dresden Geographie und Geschichte. Erst unterrichtete er als Lehrer in Rossbach, dann als Lehrer an der Fachschule für Horterzieher in Bad Frankenhausen, wurde 1963 Assistent an der Pädagogischen Hochschule Dresden und nahm ein Fernstudium in Philosophie an der Karl-Marx-Universität Leipzig auf. Bei Dieter Wittich promovierte er 1972 und 1981 habilitierte er sich. Als Hochschullehrer für Philosophie, Erkenntnistheorie, Wissenschaftsmethodologie und Logik lehrte er an den Pädagogischen Hochschulen Dresden und Zwickau sowie an der Militärakademie „Friedrich Engels“ und Technischen Universität Dresden. 1981 stieg er zum Rektor der Pädagogischen Hochschule Zwickau und 1985 zum Vizepräsidenten der Akademie der Pädagogischen Wissenschaften zu Berlin unter Gerhart Neuner auf.
Mit der Auflösung der APW 1990 verlor Kirchhöfer seine Stellung. Er erhielt Lehraufträge an mehreren Universitäten sowie Forschungsprojekte zur Kindheitsentwicklung in Ostdeutschland, an denen er in Kooperation mit dem Max-Planck-Institut für Bildungsforschung Berlin, der Universität Potsdam und dem Siegener Zentrum für Kindheitsforschung arbeitete.

## Schriften
- Der Prinzipienbegriff in der marxistisch-leninistischen Philosophie, Leipzig 1972 [= Diss.]
- Die Entfaltung der Methoden. Zum Wirken widersprüchlicher Tendenzen in der Methodenentwicklung, Leipzig 1979 [= Habilitationsschrift]
- Ich weiss nicht, ob ich froh sein soll. Kinder erleben die Wende, Metzler, Stuttgart 1991 ISBN 978-3476303370
- Aufwachsen in Ostdeutschland. Langzeitstudie über Tagesläufe 10- bis 14jähriger Kinder, Juventa, Weinheim/München 1998 ISBN 978-3-7799-0204-1
- Entwicklung des Individuums. Gegenstand der Pädagogik: ein humanontogenetischer Ansatz, Lang, Frankfurt am Main 2012 ISBN 978-3-631-63809-5